# Max Möller
Max Möller – niemiecki pielęgniarz, SS-Unterscharführer, członek personelu obozu zagłady w Treblince.

## Życiorys
Pochodził z Hamburga. Z zawodu był pielęgniarzem.
W randze SS-Unterscharführera służył w obozie zagłady w Treblince. Zazwyczaj pełnił służbę w rozbieralni w „strefie przyjęć” oraz przy obiektach inwentarskich w strefie administracyjno-mieszkalnej. Piastował także stanowisko obozowego zbrojmistrza. Z zeznań jednego z ocalałych Żydów wynika, że wraz z innymi esesmanami oraz ukraińskim wachmanem Fiodorem Fedorenką uczestniczył w egzekucjach w obozowym „lazarecie”. Ze względu na masywną budowę ciała żydowscy więźniowie obdarzyli go przydomkiem Amerikaner („Amerykanin”).
2 sierpnia 1943 roku, w dniu, w którym wybuchło powstanie w Treblince, Möller przebywał w baraku przylegającym do zbrojowni. Jako że wykradzenie przechowywanej tam broni i amunicji było warunkiem sine qua non powodzenia powstania, więzień Israel Sudowicz wywabił go z budynku pod pretekstem, że komando kopiące ziemniaki napotkało na trudności przy pracy. Powstałe w ten sposób opóźnienie miało jednak wpływ na późniejszy przebieg buntu.
Po likwidacji obozu i zakończeniu  akcji „Reinhardt” został przeniesiony na wybrzeże Adriatyku. Pełnił służbę w okolicach Triestu. Jego dalsze losy są nieznane.